# Chris Johnson (baseballista)
Christopher Dalton Johnson (ur. 1 października 1984) – amerykański baseballista występujący na pozycji trzeciobazowego w organizacji Baltimore Orioles.

## Przebieg kariery
Johnson studiował na Stetson University, gdzie w latach 2005–2006 grał w drużynie uniwersyteckiej Stetson Hatters. W czerwcu 2006 został wybrany w czwartej rundzie draftu przez Houston Astros i początkowo grał w klubach farmerskich tego zespołu, między innymi w Round Rock Express, reprezentującym poziom Triple-A. W Major League Baseball zadebiutował 9 września 2009 w meczu przeciwko Atlanta Braves. 19 lipca 2010 w spotkaniu z Chicago Cubs zdobył pierwszego home runa w MLB.
W lipcu 2012 w ramach wymiany zawodników przeszedł do Arizona Diamondbacks. 31 lipca 2012 zadebiutował w barwach nowego zespołu i zdobył grand slama jako pierwszy zawodnik w historii klubu, który tego dokonał w debiucie. W styczniu 2013 podpisał kontrakt z Atlanta Braves. W sierpniu 2015 przeszedł do Cleveland Indians w zamian za Nicka Swishera i Michaela Bourna.
12 stycznia 2016 związał się roczną umową z Miami Marlins. W lutym 2017 podpisał niegwarantowany kontrakt z Baltimore Orioles.